# Джерело № 1 (Ужок)
Джерело № 1 — гідрологічна пам'ятка природи місцевого значення в Україні. Об'єкт природно-заповідного фонду Закарпатської області. 
Розташована в межах Ужгородського району Закарпатської області, біля північно-східної околиці села Ужок (урочище «Перевал»). 
Площа 0,5 га. Статус отриманий згідно з рішенням від 23.10.1984 року № 253 (увійшла до складу НПП «Ужанський» ПРМ УРСР від 27.09.1999 року № 1230/99). Перебуває у віданні Ужанського НПП. 
Статус надано для збереження джерела мінеральної води. Вода вуглекисла, гідрокарбонатно-кальцієво-натрієва. Загальна мінералізація - 2,0 г/л., мікроелемент - марганець. Придатна для лікування захворювань органів травлення.